# Sinagoga Scolanova
La sinagoga Scola Nova es una sinagoga construida en el antiguo barrio judío de Trani. Después de la expulsión de los judíos en el siglo XVI, se convirtió en una iglesia con el nombre de Santa Maria di Scolanova. Retomó su uso original en 2005 .

## Historia
En el antiguo barrio judío de Trani había cuatro sinagogas que se convirtieron en iglesias en el siglo XVI como resultado de la expulsión de los judíos locales. La sinagoga Scola Nova es uno de los dos edificios supervivientes con la sinagoga-museo de Sant'Anna.
La sinagoga ScolaNova fue construida en el siglo XIII y se accede por una escalera que sube desde la calle hasta una puerta en el lado occidental. La fachada simple da a via Scolanova. El edificio está construido con mampostería de piedra caliza. Tiene un portal único y cuatro ventanas de arco. Todo el edificio está dominado por una campana de dos aguas, a su vez coronada por un tímpano en el que se encuentra una Estrella de David de hierro forjado. Las características arquitectónicas en su conjunto recuerdan el estilo de los edificios religiosos de Murge y del valle de Itria .

## Galería de imágenes

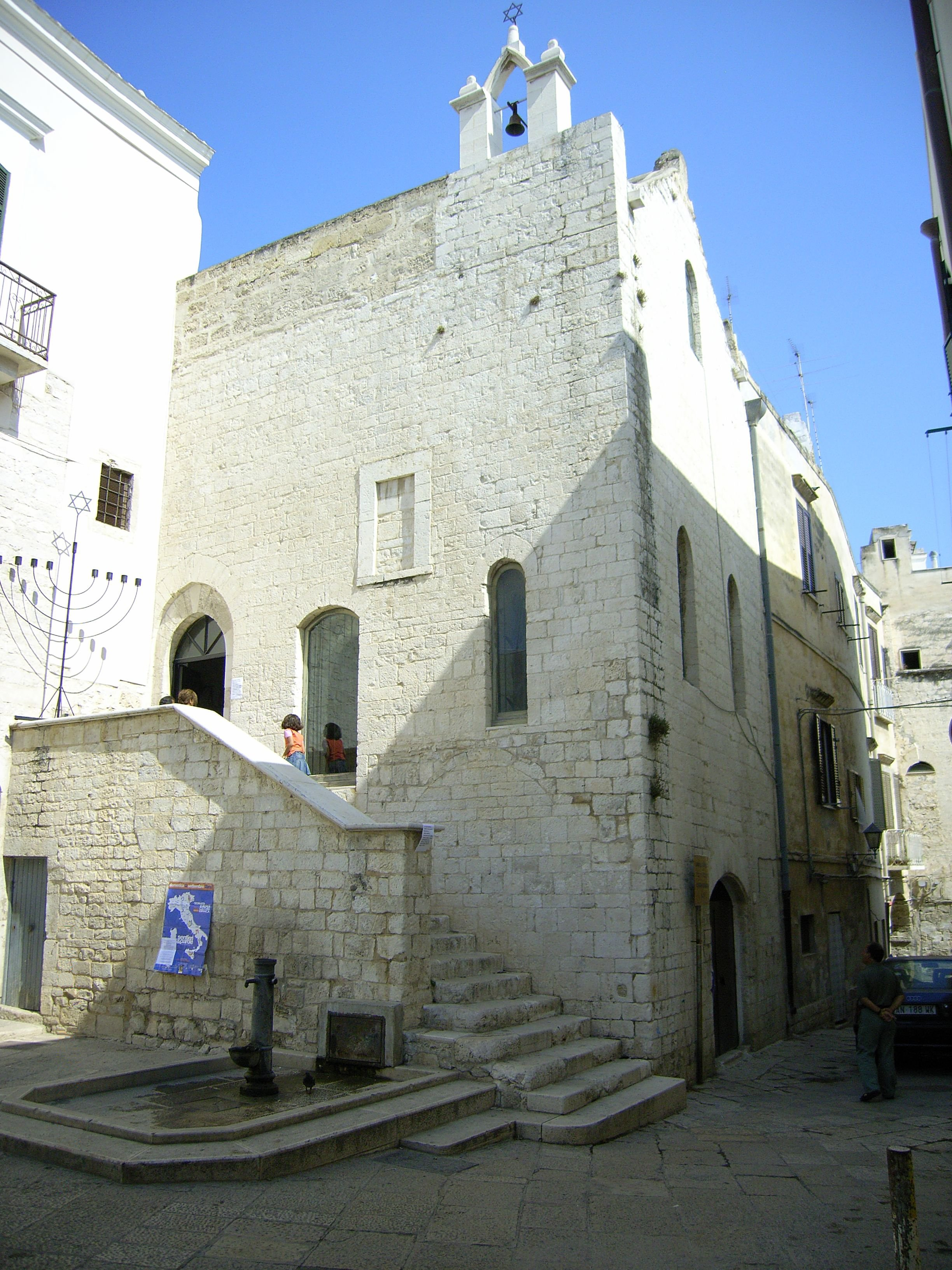
Sinagoga de Santa Maria Scolanova
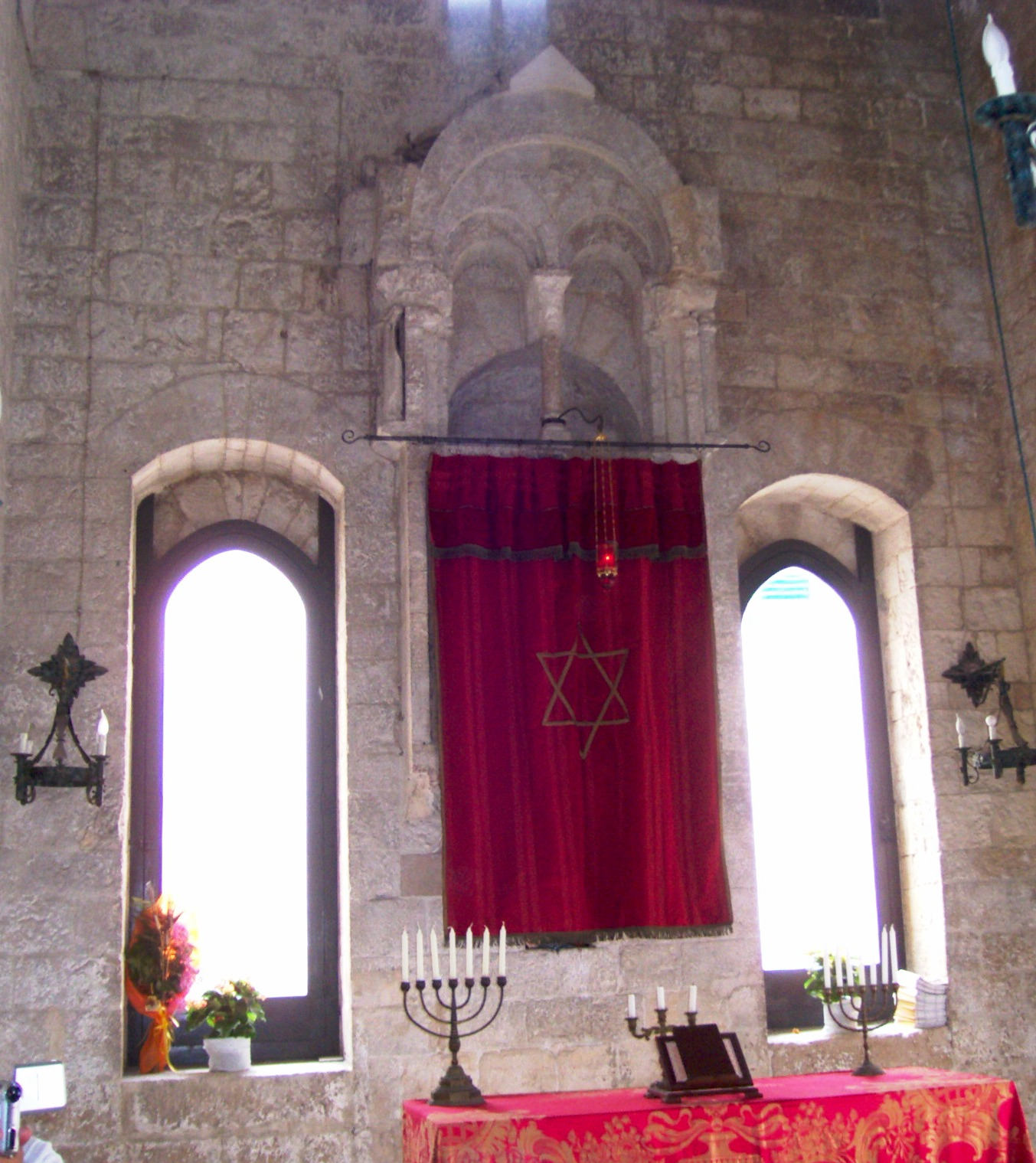
Interior
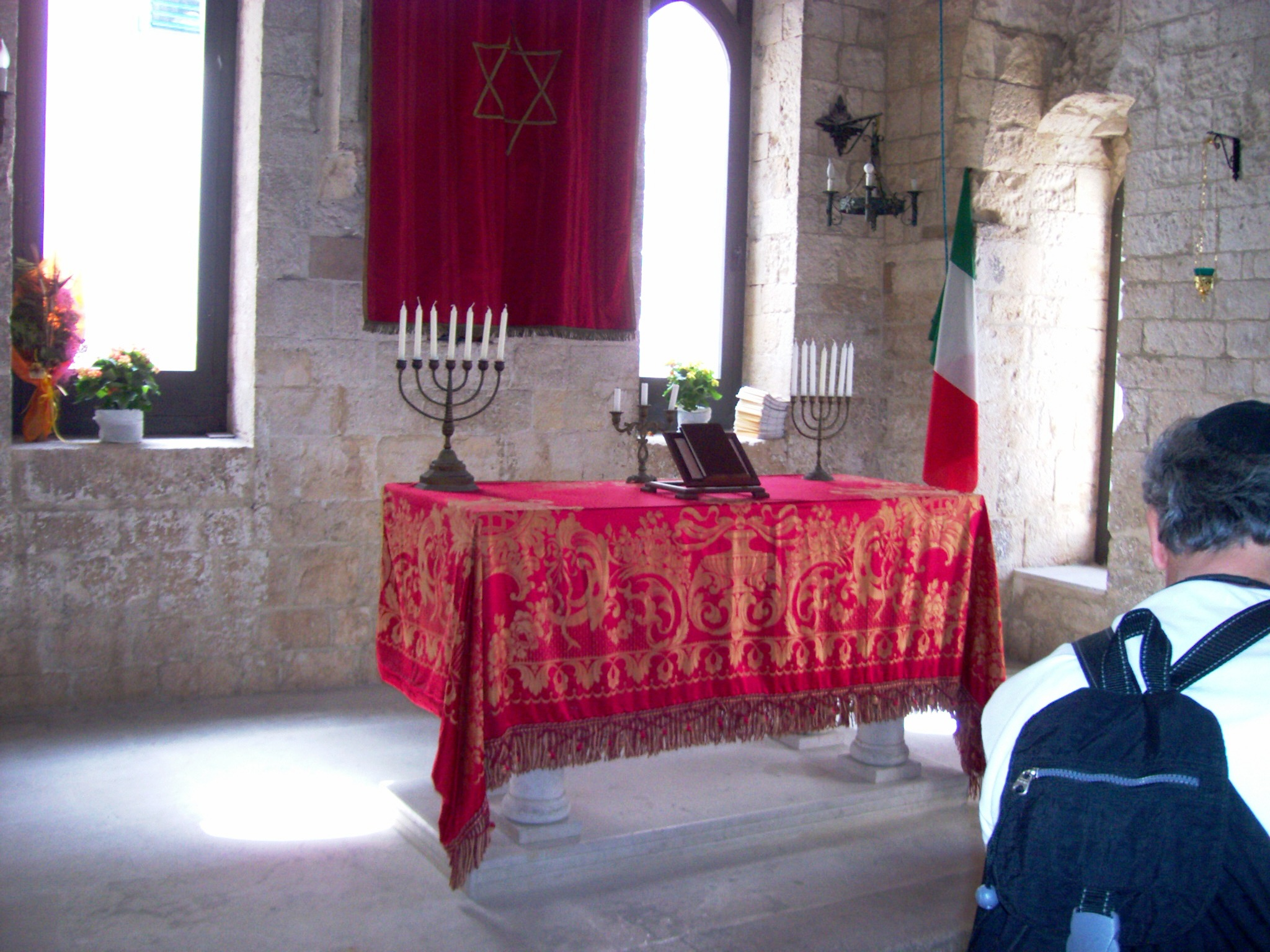
Interior

## Artículos relacionados
- Trani

## Otros proyectos
- Wikimedia Commons contiene imágenes u otros archivos de la sinagoga Scolanova

- Datos: Q2897336
- Multimedia: Santa Maria Scolanova (Trani) / Q2897336